# Tomislav Rolf
Tomislav Rolf (Petrinja, 17. travnja 1899. – Lawamünd, Austrija, 19. svibnja 1945.), hrvatski časnik, te kasnije general u doba Nezavisne države Hrvatske.

## Životopis
Služio u austro-ugarskoj vojsci do 1918. g. Prije Drugog svjetskog rata bio je aktivist u Hrvatskom junaku i Hrvatskom skautu. Nakon stvaranja NDH 1941. postaje prvo domobranski časnik, pa onda ustaški pukovnik i zapovjednik bojne. Zapovjednik Ustaške vojnice na Baniji u doba velikih pokolja tamošnjeg srpskog stanovništva i početka ustanka. (Vidi članke Franc (Franjo) Žužek i Pokolj u glinskoj crkvi.)
Nakon što je na jednom prijemu napao i vrijeđao Talijane zbog djelovanja njihove vojske na području NDH i suradnje s četnicima, Pavelić ga je 9. veljače 1942. godine lišio čina i isključio iz ustaškog pokreta. Nakon kapitulacije Italije u rujnu 1943. rehabilitiran je. U prosincu 1944. unaprijeđen je u čin generala te imenovan zapovjednikom 13. divizije Hrvatskih oružanih snaga.
U svibnju 1945. godine bježi u Austriju, gdje ga zarobljavaju Britanci. Kada je čuo da ga namjeravaju izručiti komunističkim vlastima Demokratske federativne Jugoslavije, izvršio je samoubojstvo ispijanjem otrova. Otrov je ispila i njegova supruga, ali je u bolnici spašena.
Prije nego što si je oduzeo život, da ne bude izručen jugoslavenskim partizanima, hrvatski general Tomislav Rolf je uzviknuo: "Hrvatska, moja draga domovina, propala je!".

## Počasti
General Rolf odlikovan je kao poručnik Austrougarske vojske od 1. svibnja 1917., srebrnom medaljom za hrabrost II. stupnja i medaljom za ratne zasluge. U NDH je odlikovan vojničkim redom Željeznog trolista IV. stupnja s hrastovim grančicama.
Pokopan je na vojničkom groblju u Völkermarktu, gradiću udaljenom od Bleiburga 20-ak kilometara; na tom groblju počivaju posmrtni ostatci 301 vojnika, od kojih je 30-ak Hrvata, bivših vojnika i časnika NDH.
Na dan 16. svibnja 2014. dvojica članova Počasnog bleiburškog voda postavili su sliku generala Rolfa na njegov nadgrobni spomenik, tako da je general Rolf ujedno i prvi Hrvat na tome groblju koji je dobio i sliku na spomeniku.